# كوسمو ويلسون
كوسمو ويلسون (بالإنجليزية: Cosmo Wilson)‏ هو مصمم إضاءة أسترالي، ولد في 18 فبراير 1961 في أورلاندو في الولايات المتحدة.

## وصلات خارجية
- كوسمو ويلسون على موقع IMDb (الإنجليزية)
- كوسمو ويلسون على موقع قاعدة بيانات الفيلم (الإنجليزية)